# Abraham Kuhn
Abraham Kuhn (* 28. Januar 1838 in Bissersheim, Pfalz; † 15. September 1900 in Straßburg) war elsässischer Arzt und Professor für Ohrenheilkunde an der Universität Straßburg.

## Leben
Abraham Kuhn stammte aus einer jüdischen Familie, die seit der rechtlichen Gleichstellung der Juden im Zuge der Französischen Revolution Weinbau in der Pfalz betrieb. Abraham Kuhns Großvater Abraham Loeb-Kuhn (1749–1832) hatte von Einkünften aus Wein- und Branntweinlieferungen an Armeen Napoleons in Bissersheim einen Bauernhof gekauft. 1854 erwarben Kuhns Eltern, Isaak Kuhn (1805–1871) und Ester, geborene Levy, (1806–1882) ein Weingut in Worms. Abraham Kuhn besuchte das dortige Altsprachliche Gymnasium, heute Rudi-Stephan-Gymnasium.
Nach dem Studium der Medizin in Gießen und München promovierte er an der Universität Würzburg mit einer Arbeit über das Epithel der Lungenalveolen und studierte die Ohrenheilkunde bei Anton von Tröltsch, einem der Begründer dieses Fachgebiets in Deutschland. 1863 legte Kuhn in München das medizinische Examen ab.
Danach ging Kuhn aus familiären Gründen nach Straßburg. Eine seiner Schwestern war dort verheiratet. Er studierte an der Hochschule (École de Médecine) in Straßburg, absolvierte 1865 das französische, medizinische Examen und erwarb den Doktortitel mit einer Arbeit über Tumoren des Kehlkopfs unter dem Titel Des tumeurs du larynx. Er übersetzte von Tröltschs Lehrbuch der Ohrenheilkunde ins Französische, das übersetzte Werk erschien 1870 in Paris. Im Deutsch-Französischen Krieg 1870 war Kuhn für das Französische Rote Kreuz auf den Schlachtfeldern von Weißenburg und Wörth in den Nordvogesen tätig.
Nach Annexion des Elsass durch das Deutsche Kaiserreich im Jahre 1871 bemühte sich Abraham Kuhn um eine Tätigkeit an der Medizinischen Klinik der in Kaiser-Wilhelm-Universität umbenannten Hochschule in Straßburg. Dort wurde er 1873 Dozent und 1881 außerordentlicher Professor für Ohrenheilkunde. Vermutlich im Zusammenhang damit konvertierte er zum Christentum. Die Universität war als Aushängeschild deutscher Wissenschaft und Kultur im „Reichsland Elsass-Lothringen“ eine der am besten ausgestatteten deutschen Hochschulen, und Kuhn einer der wenigen Hochschullehrer, die sich ausdrücklich auf Ohrenheilkunde spezialisieren – in Deutschland gab es nach einer Aufstellung aus dem Jahr 1878 erst zehn Dozenten und Professoren dieses damals noch jungen Fachs. Zunächst wurde er Leiter der Poliklinik, danach von 1881 bis zu seinem Tod Direktor der Klinik und Poliklinik für Ohrenkrankheiten. Die Abteilung war im Bürgerspital (Hôpital Civil) untergebracht, wurde ab 1892 selbständiges Universitätsinstitut und verfügte 1897 über 32 Betten. Als Assistenten und Schüler Kuhns arbeiteten dort unter anderem die späteren Hochschullehrer W. Kümmel (Universität Heidelberg), Paul Manasse (Universität Würzburg) und Gustav Alexander (1873–1932).
Kuhn war zeitweise Mitglied im Vorstand der Deutschen Otologischen Gesellschaft sowie der heutigen Deutschen Gesellschaft für Hals-Nasen-Ohrenheilkunde, Kopf- und Halschirurgie.
Abraham Kuhns Tochter Anna (gestorben 1966) heiratete Albrecht Bethe, Professor für Physiologie in Frankfurt am Main, ihr Sohn war der nach seiner Emigration aus Nazi-Deutschland US-Amerikaner gewordene, theoretische Physiker und Nobelpreisträger Hans Albrecht Bethe.

## Leistungen
Abraham Kuhn gehört zur zweiten Generation der Vertreter der modernen Ohrenheilkunde, die im deutschsprachigen Raum vor allem von Hermann Schwartze in Halle, Adam Politzer in Wien und Kuhns Lehrer von Tröltsch in den Jahren nach 1860 begründet wurde und mit an den Naturwissenschaften orientierter Methodik die Erkrankungen des Ohres erforschte und behandelte. Er etablierte das Fach als eigenständige medizinische Disziplin in Straßburg und war sowohl Gründer als auch erster Direktor der dortigen Universitätsohrenklinik.
Schwerpunkte von Kuhns wissenschaftlicher Arbeit lagen auf den Gebieten der vergleichenden Anatomie des Ohres, insbesondere des Labyrinths, sowie der Diagnostik und Therapie der Tumoren des Ohres. Zu diesen Themen verfasste er Beiträge im von Hermann Schwartze herausgegebenen Handbuch. In den beiden Fachzeitschriften Archiv für Ohrenheilkunde und Zeitschrift für Ohrenheilkunde finden sich mehrere klinische Einzelarbeiten und Mitteilungen Kuhns, Beiträge zum Cholesteatom und zur operativen Behandlung der Verwachsungen des Gaumensegels wurden in seinem Nachruf besonders hervorgehoben.

## Schriften
- Traité pratique des maladies de l’oreille. Delahaye Paris 1870, Übersetzung mit D.M.Levi von: Anton Friedrich Freiherr von Tröltsch: Lehrbuch der Ohrenheilkunde.
- Histologie des Häutigen Labyrinthes der Knochenfische. Leipzig 1878.
- Neubildungen des Ohres und Vergleichende Anatomie des Ohres. In: Hermann Schwartze (Hrsg.): Handbuch für Ohrenheilkunde. F.C.W. Vogel Leipzig 1893.